# Lizzi Waldmüller

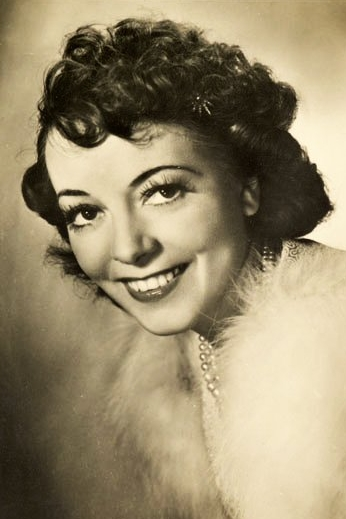
Lizzi Waldmüller (vor 1945)

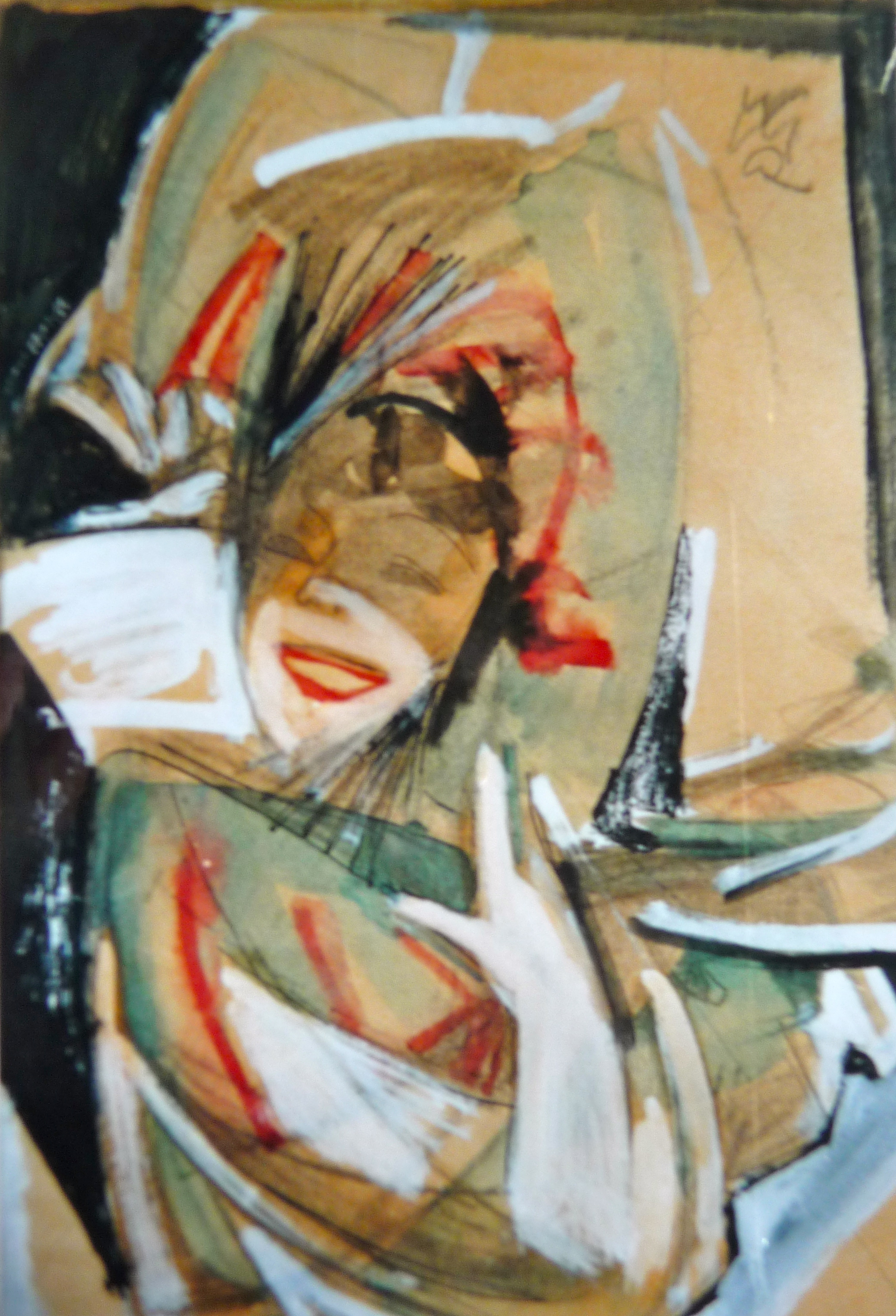
Rudolf Heinisch: Tänzerin

Lizzi Waldmüller (eigentlich Felizitas Karoline Waldmüller; * 25. Mai 1904 in Knittelfeld; † 8. April 1945 in Wien) war eine österreichische Schauspielerin und Sängerin.

## Leben und Wirken
Lizzi Waldmüller tingelte mit der Wanderbühne ihres Vaters durch Österreich, bevor sie in Innsbruck und Wien Schauspiel- und Gesangsunterricht nahm. In den 1920er Jahren hatte sie ihr Theaterdebüt in Innsbruck und inspirierte damals schon Maler wie Rudolf Heinisch zur künstlerischen Darstellung ihrer Arbeit. Sie war dann in Graz, Hamburg und Wien engagiert. Alfred Rotter verpflichtete sie für die Operette Viktoria und ihr Husar, wodurch sie über Leipzig nach Berlin wechselte. Sie sang und spielte an verschiedenen Operettenbühnen der Stadt, so im Metropol-Theater an der Seite ihres Ehemanns Max Hansen in Bezauberndes Fräulein. Berühmt wurde sie mit dem Paul-Lincke-Lied: Ich bin die Frau, von der man spricht.
Zu Beginn der 1930er Jahre spielte sie im Film Nebenrollen an der Seite von Stars wie Heinz Rühmann, Hans Albers oder ihres Mannes Max Hansen. Hansen machte auch politisches Kabarett; er beschloss nach einem von Nationalsozialisten inszenierten Eklat am 8. September 1933, Deutschland zu verlassen und nach Wien zu gehen. Waldmüller kam mit ihm; 1938 wurde die Ehe geschieden.
Ihren großen Durchbruch hatte sie in dem Willi-Forst-Film Bel Ami in der Rolle der Rachel. Sie sang darin das Lied Du hast Glück bei den Frau’n, Bel Ami!. Der Film hatte am 21. Februar 1939 Premiere. Sie spielte danach noch als Star in einer Reihe von Operettenfilmen; der bekannteste von diesen ist wohl Frau Luna (1941), mit der sie auch heute noch häufig identifiziert wird. Sie stand 1944 in der Gottbegnadeten-Liste des Reichsministeriums für Volksaufklärung und Propaganda.
Am 8. April 1945, einen Monat vor Ende des Zweiten Weltkriegs, starb Lizzi Waldmüller am Franziskanerplatz bei einem Bombenangriff auf Wien. Ihr ehrenhalber gewidmetes Grab befindet sich auf dem Friedhof Hadersdorf-Weidlingau in Wien (Abt. 2, Gruppe G, Nummer 14).

## Filmografie
- 1931: Die spanische Fliege
- 1932: Strafsache van Geldern
- 1932: Liebe auf den ersten Ton
- 1933: Lachende Erben
- 1934: Peer Gynt
- 1936: Rendezvous in Paradies
- 1939: Bel Ami
- 1940: Casanova heiratet
- 1940: Ritorno
- 1940: Traummusik
- 1941: Frau Luna
- 1941: Alles für Gloria
- 1942: Die Nacht in Venedig
- 1942: Liebeskomödie
- 1943: Ein Walzer mit Dir
- 1944: Es lebe die Liebe
- 1945: Ein Mann wie Maximilian